# Lijst van Urker koren
Het Nederlandse voormalige eiland Urk staat bekend om de vele zangkoren die er actief zijn. De volgende lijst bevat de namen van Urker zangkoren en zangverenigingen uit het heden of het verleden, gerangschikt naar naam.
| Koor                                  | Dirigent              | Aantal leden | Opgericht | Beëindigd |
| ------------------------------------- | --------------------- | ------------ | --------- | --------- |
| Chr. Dameskoor Laus Deo               | Louwe Kramer          | -            | -         | -         |
| Chr. Mannenkoor Soli Deo Gloria       | Jaap Kramer           | 23           | 1997      | -         |
| Chr. Mannenkoor Eiland Urk            | Gerrit Schinkel       | 120          | 2003      | -         |
| Chr. Mannenkoor Oud Hallelujah        | Gerrit Hoefnagel      | 15           | 1945      | -         |
| Chr. Gemengd Koor Adoramus            | Minne Veldman         | 30           | 1998      | 2006      |
| Chr. Gemengd Koor Excelsior           | Minne Veldman         | 70           | 1971/2006 | 2019      |
| Chr. Geref. Kerkkoor Cantate Deo      | Jelle Jan Loosman     | 45           | 1995      | 2010      |
| Chr. Urker Visserskoor Crescendo      | Louwe Kramer          | 130          | 1953      | -         |
| Gemengd Dubbelkwartet Hosanna         | -                     | 13           | 1998      | 2020      |
| Chr. Gemengd Koor Urk                 | Marco Hoorn           | 85           | 1993      |           |
| Jeugdkoor Let Us Worship              | Minne Veldman         | 26           | 2003      | -         |
| Jeugdkoor Res Nova                    | Wim Magré             | -            | 1987      | -         |
| Jeugdkoor Vocal Joy                   | Rienk Bakker          | 15 - 20      | 2004-     | -         |
| Urker Gemengd Koor Immanuël           | Harm Hoeve            | -            | 1980      | -         |
| Kamerkoor Vocal Expression            | Menno Hakvoort        | -            | -         | -         |
| Kinderkoor De Blijde Stem             | Minne Veldman         | 110          | 1997      | -         |
| Kinderkoor Klein maar Dapper          | Wim Magré             | -            | 1966      | -         |
| Mannenkoor Urker Zangers              | Jacob Schenk          | 60           | 1968      | -         |
| Christelijk Mannenkoor Siloam         | Harry Dekker          | 40           | 2007      | -         |
| Piratenkoor De Zuiderzeezangers       | -                     | -            | -         | -         |
| Northsea Vocal Band                   | Johan Bredewout       | 11           | 2007      | 2009      |
| Het Urker Mannenkoor 'Hallelujah'     | Bert Moll             | 90           | 1897      | -         |
| Urker Mannenzangvereniging Enéas      | Hendrik van Veen      | 40           | 1997      | -         |
| Urker Mannenzangvereniging Onger Oens | Jurie van den Berg    | 71           | 1988      | -         |
| Urker Vrouwenkoor De Lofstem          | Puck van der Zwan     | -            | -         | 2007      |
| Zangschool Geke's Tiental             | Geke van der Sloot    | 10           | 1980      | -         |
| Hervormd Kerkkoor Urk                 | Gerard Zoer           | -            | 1999      | -         |
| Klein Mannenkoor Cantabilé            | Jelle J. Loosman      | 12           | 2004      | 2010      |
| Urker Mannen Kwartet                  | Gerwin van der Plaats | 4            | 2010      | -         |
| Urker Mannenzanggroep ‘Ut Zietjen’    | Jan-Martenios Vink    | 16           | 2012      | -         |